# Pikmin (computerspelserie)
Pikmin is een serie puzzelspellen die werd bedacht door Shigeru Miyamoto en uitgegeven door Nintendo. De serie richt zich op hoofdpersonage Olimar die een horde plantachtige figuurtjes bestuurt genaamd Pikmin. De Pikmin moeten voorwerpen verzamelen in een wereld met obstakels en vijanden.

## Spellen in de serie
De serie bestaat uit vier delen.
- Pikmin (2001) voor GameCube
- Pikmin 2 (2004) voor GameCube
- Pikmin 3 (2013) voor Wii U
- Hey! Pikmin (2017) voor 3DS
- Pikmin 4 (2023) voor Switch

Pikmin 2 werd in 2008 geporteerd naar de Wii.
Voor smartphones verscheen in 2021 het augmented realityspel Pikmin Bloom.

## Ontvangst
De spelserie werd positief ontvangen in diverse media en vakbladen. Pikmin 1 en 2 werden geprezen om hun innovatieve spelelementen. Kritiek is er op de tijdslimiet van 30 in-game dagen, waarmee het verkennen van de speelwereld wordt beperkt.
| Titel       | GameRankings | Metacritic |
| ----------- | ------------ | ---------- |
| Pikmin      | 87%          | 89         |
| Pikmin 2    | 89%          | 90         |
| Pikmin 3    | 87%          | 87         |
| Hey! Pikmin | 70%          | 69         |

## In andere media
Olimar verschijnt als speelbaar personage in Super Smash Bros. Brawl, Super Smash Bros. voor 3DS en Wii U en Super Smash Bros. Ultimate.